# Chandrakona
Chandrakona là một thành phố và khu đô thị của quận Medinipur thuộc bang Tây Bengal, Ấn Độ.

## Địa lý
Chandrakona có vị trí 22°44′B 87°31′Đ / 22,73°B 87,52°Đ Nó có độ cao trung bình là 28 mét (91 foot).

## Nhân khẩu
Theo điều tra dân số năm 2001 của Ấn Độ, Chandrakona có dân số 20.400 người. Phái nam chiếm 51% tổng số dân và phái nữ chiếm 49%. Chandrakona có tỷ lệ 66% biết đọc biết viết, cao hơn tỷ lệ trung bình toàn quốc là 59,5%: tỷ lệ cho phái nam là 73%, và tỷ lệ cho phái nữ là 58%. Tại Chandrakona, 14% dân số nhỏ hơn 6 tuổi.